# Pupo

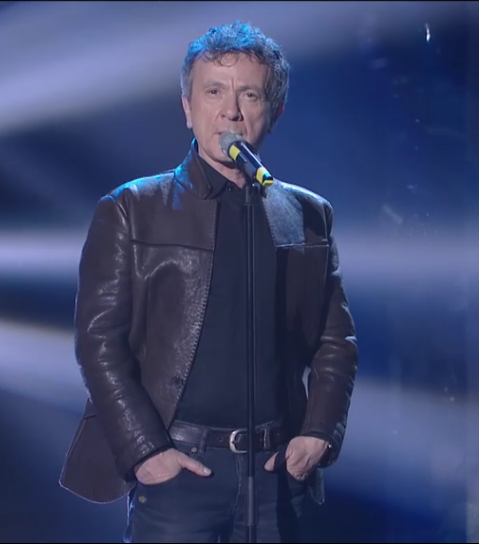
Pupo 2016-ban

Pupo (Enzo Ghinazzi művészneve) (Ponticino, 1955. szeptember 11.) olasz popénekes és televíziós műsorvezető. Az 1970-es évek óta hatszor részt vett a Sanremói Dalfesztiválon. Leghíresebb dalai a Su di noi és a Forse.

## Pályája
Ghinazzi korán belépett helyi együttesekbe, és részt vett énekversenyeken is. Húszéves korában a Baby Recordsnál szerződött le, már a Freddy Naggiar által javasolt Pupo név alatt. 1976-ban Pupo a Ti scriveròval debütált, amely szinte azonnal sikert aratott. A következő slágereket írta még: Come bella, Ciao, Gelato al cioccolato, Santa Maria Novella Firenze, Su di noi és Lo devo solo a te. A Sanremói Fesztiválon többször is fellépett, így 1980-ban a Su di noi, 1983-ban a Cieli azzurri című dalokkal és 1984-ben az Un grande amoréval, mérsékelt sikerrel.
Az 1980-as évek közepén karrierjét magánéleti problémák is akadályozták. Míg a La vita è molto di più, a Fiordalisóval való együttműködés, Olaszországban nagyrészt észrevétlen maradt, addig a Szovjetunióban és Kelet-Európa országaiban hírneve akkoriban egyre növekedett. 1989-ben leszerződött Gianni Boncompagni Domenica in című televíziós műsorába, amely hazájában még ma is fut. 1992-ben La Mia preghierával újra szerepelt Sanremóban, különben az 1990-es években elsősorban televíziós műsorvezetőként tevékenykedett.
2009-ben Paolo Bellivel és Youssou N’Dourral triót alkotva, részt vett a Sanremói Fesztiválon, ezúttal a L'opportunitàval. A következő évben visszatért Emanuele Filiberto di Savoiával és Luca Canonici tenorral, és az Italia amore mióval a fináléban második helyezést tudott elérni.

## Diszkográfia

### Albumok
| Év   | Cím                  | Helyezés     | Helyezés    |  |
| Év   | Cím                  | IT           | CH          |  |
| ---- | -------------------- | ------------ | ----------- |  |
| 1979 | Gelato al cioccolato | 22. (1 hét)  | —           |  |
| 1980 | Più di prima         | 8. (25 hét)  | 16. (2 hét) |  |
| 1981 | Lo devo solo a te    | 19. (11 hét) | —           |  |
| 2005 | Flashback Collection | 91. (1 hét)  | —           |  |
| 2016 | Porno contro amore   | 59. (1 hét)  | —           |  |

### Stúdióalbumok[3]
- 1976 – Come sei bella (Baby Records, LPX 0)
- 1979 – Gelato al cioccolato (BR, LPX 032)
- 1980 – Più di prima (BR 56010)
- 1981 – Lo devo solo a te (BR 56026)
- 1983 – Cieli azzurri (CGD, 20341)
- 1984 – Malattia d'amore (CGD, 20405)
- 1985 – Change generation (CGD, 20455)
- 1986 – La vita è molto di più (BR)
- 1986 – Quanta gente (BR)
- 1989 – Quello che sono (Ricordi, SMRL 6411)
- 1996 – Pupo 1996 (Ariola Records)
- 1997 – In eternità
- 2000 – Sei caduto anche tu (Pull)
- 2005 – C'è solo un momento – Есть Только Миг
- 2016 – Porno contro amore (Universal Music)

### Élőben felvett album
- 1991 – Canada's Wonderland (Discomagic, LP 850)

### Gyűjteményes albumok
- 1985 – Пупо (Мелодия)
- 1985 – Un amore grande (CGD)
- 1992 – Enzo Ghinazzi 1 (Discomagic)
- 1994 – All the Best
- 1998 – Tornerò
- 2000 – I grandi successi originali
- 2004 – L'equilibrista

### Kislemezek[4]
- 1975 – Ti scriverò/La compagnia (Baby Records, BR 012)
- 1976 – Come sei bella/Ma cosa è stato (BR 023)
- 1977 – Io solo senza te/Due bicchieri (BR 036)
- 1978 – Sempre tu/Grazie perché (BR 049)
- 1978 – Ciao/Gabriella (BR 068)
- 1979 – Forse/Cercami ancora (BR 083) [Svájcban 2.]
- 1980 – Su di noi/Lucia (BR 50209) [Olaszországban 3., Németországban 38.]
- 1980 – Bravo (Pupo-szóló) [Svájcban 6.]
- 1980 – Cosa farai/Firenze S. Maria Novella (BR 50221)
- 1981 – Lo devo solo a te/Lidia a Mosca (BR 50251)
- 1981 – Nashville [Svájcban 9.]
- 1982 – Ancora io/Una nuova bugia (CGD, 10422)
- 1983 – Cieli azzurri/E invece niente (CGD, 10449)
- 1983 – E va bene così/Il futuro è già in mezzo a noi (CGD, 10487)
- 1984 – Un amore grande/La mia anima (CGD, 10529)
- 1985 – La mia libertà/Susy O.K. (CGD)
- 1985 – Change generation/Suona e va (CGD, 23006)
- 1986 – La vita è molto di più/Quando penso a te (BR, 50359; km. Fiordaliso)
- 1987 – Amore italiano/La mia anima
- 1986 – Canzone amica
- 1989 – Dove sarai domani/Che pizza la TV (Ricordi)
- 1989 - La tua pelle/Quando saremo ricchi
- 1995 – Senza fortuna
- 1996 – La notte
- 1998 – Tornerò
- 2009 – L'opportunità km. Paolo Belli és Youssou N’Dour
- 2016 – Nei Pensieri Miei (Duduc – Universal Music)

### Videó
- 2006 – Live in the supermarket

## Fordítás
- Ez a szócikk részben vagy egészben  a   Pupo című német Wikipédia-szócikk ezen változatának fordításán alapul.  Az eredeti cikk szerkesztőit annak laptörténete sorolja fel. Ez a jelzés csupán a megfogalmazás eredetét és a szerzői jogokat jelzi, nem szolgál a cikkben szereplő információk forrásmegjelöléseként.
- Ez a szócikk részben vagy egészben  a   Pupo (cantante) című olasz Wikipédia-szócikk ezen változatának fordításán alapul.  Az eredeti cikk szerkesztőit annak laptörténete sorolja fel. Ez a jelzés csupán a megfogalmazás eredetét és a szerzői jogokat jelzi, nem szolgál a cikkben szereplő információk forrásmegjelöléseként.